# Анна I Ягелонка
Анна Ягелонка (на полски: Anna Jagiellonka; на беларуски: Ганна Ягелонка; на литовски: Ona Jogailaitė; 1523 – 1596) е кралица на Полша и велика княгиня на Литва в периода (1575 – 1586), последна представителка на полската династия на Ягелоните.

## Биография
Анна е родена на 18 октомври 1523 г. Тя е дъщеря на полския крал Зигмунт I Стари и на италианската принцеса Бона Сфорца.
Анна е стара мома, когато умира брат ѝ крал Зигмунт II Август. На 13 декември 1575 г. във Варшава Анна е избрана за наследница на престола на брат си като кралица на Полша и велика княгиня на Литва (по това време двете държави са обединени в общността Жечпосполита). През 1576 г. Анна I се омъжва за трансилванския войвода Ищван Батори, който става jure uxoris крал и неин съвладетел. Анна надживява съпруга си, от когото няма деца. За неин наследник и съвладетел е обявен племенникът ѝ Сигизмунд III Васа – син на сестра ѝ Катерина Ягелонина, кралицата на Швеция.
Анна умира на 9 септември 1596 г. във Варшава.